# Scho’t

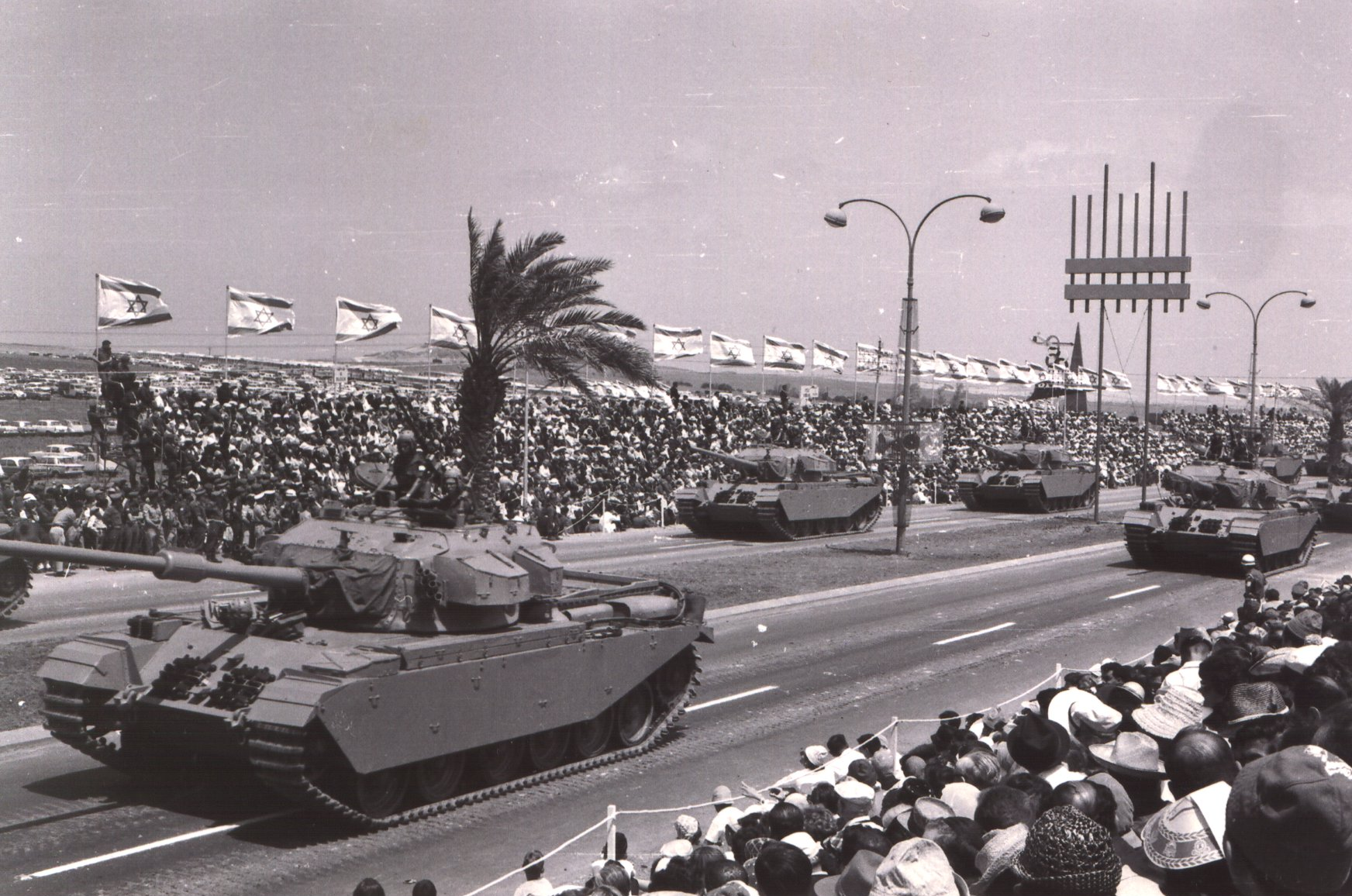
Centurion bei der Parade ZaHa"Ls am Jom haʿAtzmaʾut, den 6. Mai 1965 in Tel Aviv, 1965

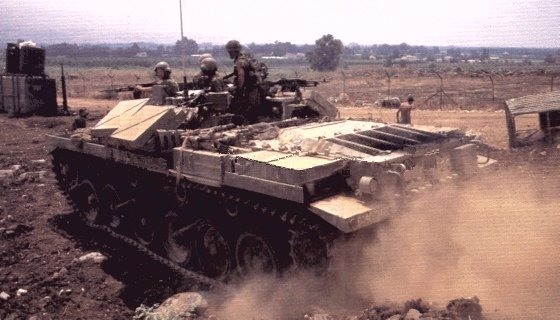
Nagmascho’t

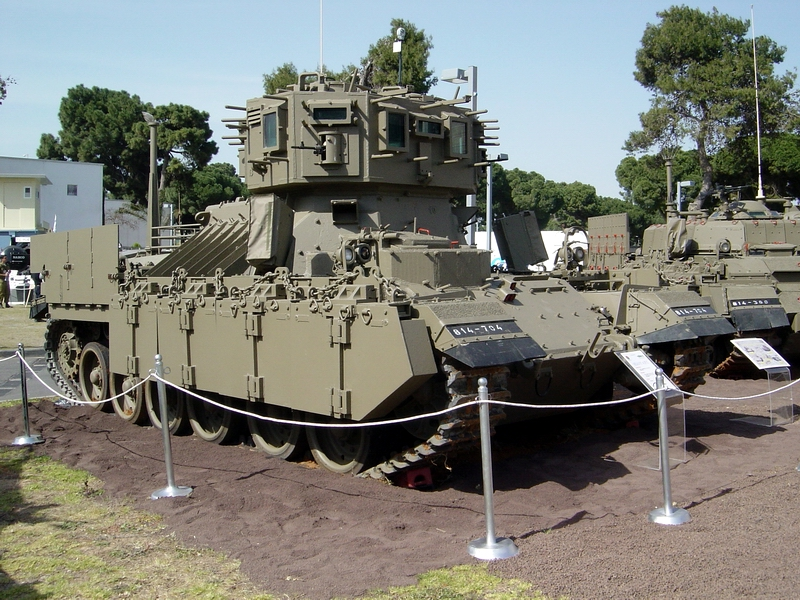
Nagmachon

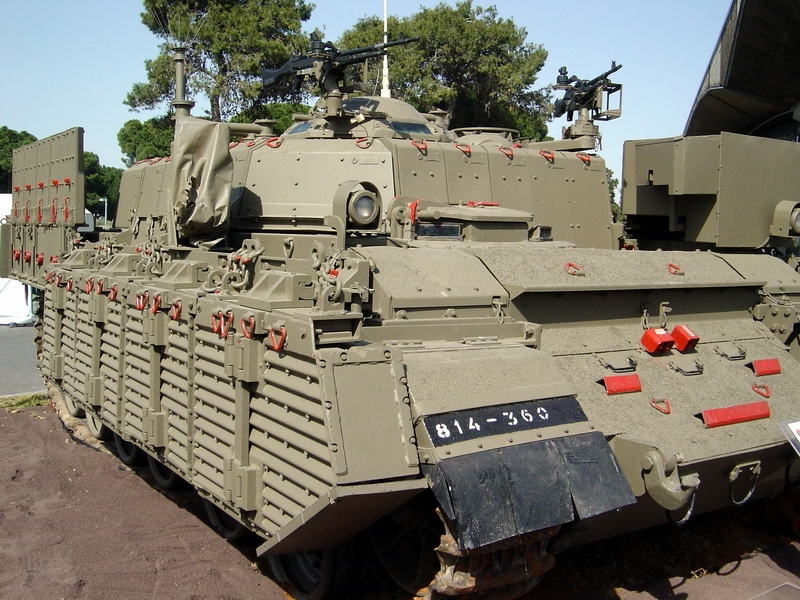
Nakpadon

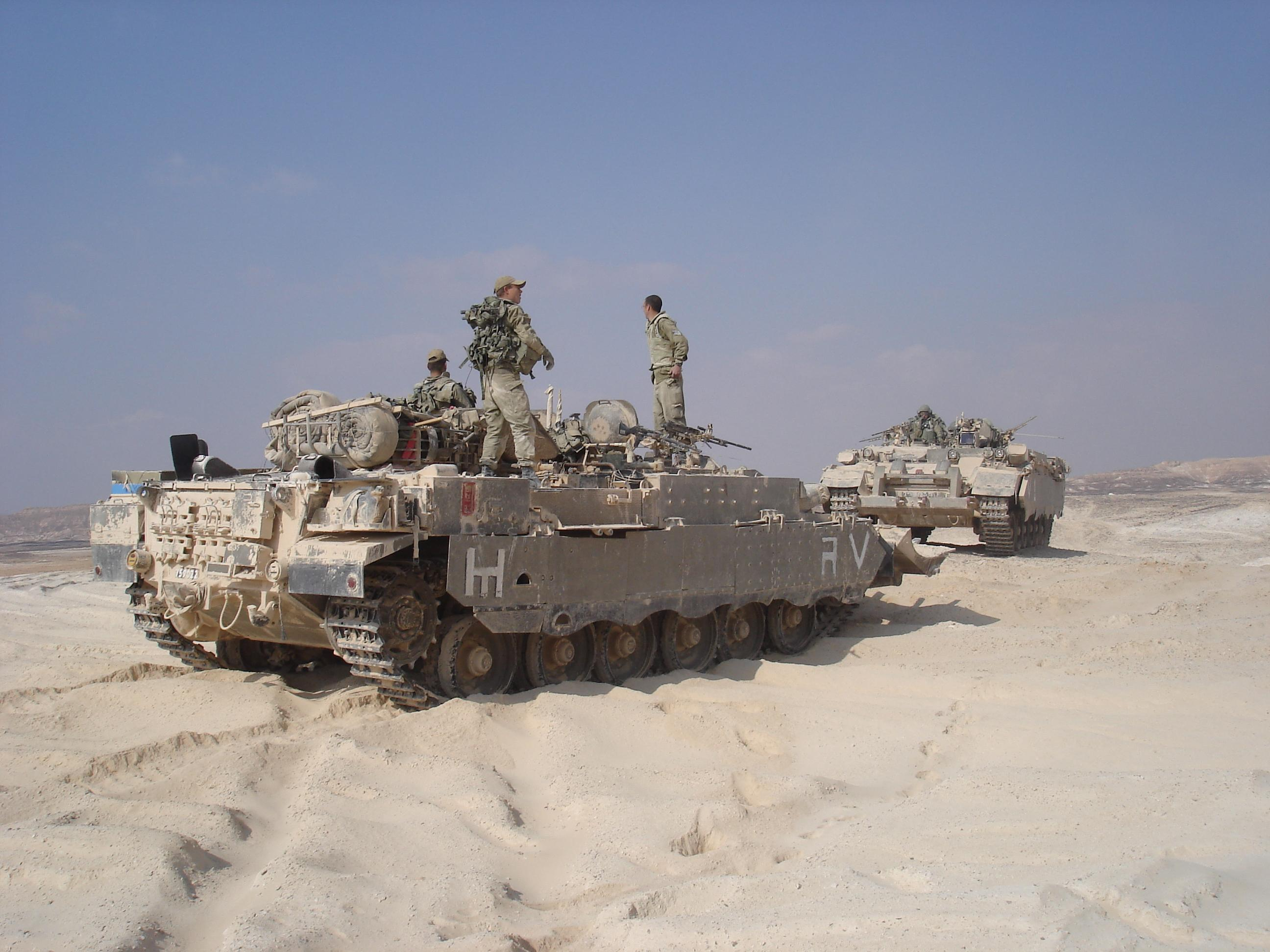
Puma

Scho’t (hebräisch שׁוֹט Schōṭ, deutsch ‚Peitsche‘) ist die israelische Version des britischen Centurion-Kampfpanzers.

## Entwicklung
Als Ergänzung der veralteten Sherman und leichten AMX 13 kaufte die israelische Regierung 1959 zunächst 60 Centurion-Panzer in Großbritannien. Die Verhandlungen hatten bereits 1955 begonnen, sich aber wegen politischer Rücksichtnahmen auf die arabischen Staaten und Zweifeln an der Zahlungsfähigkeit Israels hingezogen. Es handelte sich um 16 Mk. 5 aus Lagerbeständen der britischen Armee und 44 neu gebaute Mk. 8. Die Mk. 5 besaßen noch eine 83,3-mm-Kanone, die Mk. 8 hatten bereits die 105-mm-Kanone L7. Zwischen April 1959 und Oktober 1962 erhielt Israel 135 Centurion Mk. 5. Aufgrund von drei Aufträgen in den Jahren von 1965 an lieferte Großbritannien noch einmal 250 Centurion, davon 190 gebrauchte Mk. 5 und 60 neue Mk. 6. Bis zum Ausbruch des Sechstagekrieges wuchs der israelische Bestand auf 385 Centurion. Sie stellten den wichtigsten Teil der Panzerflotte, noch vor den 250 Exemplaren des M48 aus US-Produktion. 293 der 385 verfügbaren Panzer beteiligten sich am Krieg. Im Krieg gegen Jordanien wurden 30 der 44 jordanischen Centurion erbeutet. Für das Jahr 1972 gab das Institute for Strategic Studies den israelischen Bestand an Centurion mit 950 an. Die Gesamtzahl der von Israel gekauften Centurion, zu denen auch ausgemusterte Exemplare aus Südafrika und den Niederlanden zählen, wird auf 1080 geschätzt.
Die israelische Panzertruppe hatte zunächst erhebliche Schwierigkeiten mit dem Typ. Er erwies sich als störanfallig. Die Hitze führte häufig zum Versagen des Motors. Die Probleme wurden durch eine bessere Ausbildung der Soldaten sowie durch eine stärkere Motorkühlung beseitigt. Die Umbauten in den Jahren 1967 bis 1970 beseitigten etliche weitere Schwächen des Centurion. So erhielten die Scho’t einen Dieselmotor mit Automatikgetriebe und größere Tanks statt deren des ursprünglichen Benzinmotors. Damit verfünffachte sich die Reichweite mit einer Tankfüllung auf rund 500 km. Der Teledyne Continental AVD-S-1790-2A wurde ebenso in die israelischen M48 eingebaut. Zudem wurden im Laufe der Zeit unter anderem alle Centurion auf die 105-mm-Kanone hochgerüstet, die Panzerung verstärkt, das Feuerleitsystem und die Feuerlöschanlage modernisiert sowie der Stauraum für die Granaten optimiert. In der Panzertruppe setzte sich für die modernisierten Centurion der Name Scho’t (hebräisch für Peitsche) durch, obwohl dies zunächst keine offizielle Bezeichnung war.
Die Anschaffung des Centurion in hohen Stückzahlen entsprach der israelischen Doktrin der Panzerkriegsführung, wie sie der Kommandeur der Panzertruppen, Israel Tal entwickelte. Die Armeen der NATO und des Warschauer Pakts setzten aufgrund der Erfahrungen im Zweiten Weltkrieg auf Kampfpanzer, bei denen Beweglichkeit wichtiger war als Panzerschutz. Dagegen bereitete sich die israelische Armee auf einen Krieg vor, in dem die relativ langsamen, bei Panzerung und Feuerkraft überlegenen Centurion die stark verteidigten arabische Stellungen durchbrechen und tief in feindliches Gebiet vorstoßen sollten. Die starke Panzerung des Centurion sollte auch das Leben der Soldaten schützen, da Israel mit seiner kleinen Bevölkerungszahl nur relativ wenige Panzerbesatzungen aufbieten konnte. Zudem spielte für die israelischen Planer das Gefecht der verbundenen Waffen keine Rolle, da der Armee die dafür benötigten Schützenpanzer, Selbstfahrlafetten und anderen gepanzerten Fahrzeuge fehlten. Stattdessen sollten die Kampfpanzer im Alleingang das Gefecht entscheiden.
Etliche Scho’t-Varianten sind in Yad LaShiryon, der Gedenkstätte der Panzertruppe der israelischen Armee bei Latrun, ausgestellt.

## Versionen
- Scho’t Meteor: Centurion Mk 5 mit dem ursprünglichen Rolls-Royce-Meteor-Triebwerk.
- Scho'’ Kal Alef: Erste modernisierte Version mit 105-mm-Kanone und Dieselmotor. Aus Platzgründen wurde der Motorraum erhöht. Zudem wurden die Kommandantenkuppel sowie der Tragkorb am Turm modifiziert.
- Scho’t Kal Bet: Verstärkte Panzerung und andere Verbesserungen.
- Scho’t Kal Gimel: Reaktivpanzerung an Rumpfbug und Turmseiten. Neues Feuerleitsystem.
- Scho’t Kal Dalet: Laser-Entfernungsmessgerät, Wärmeschutzhülle für die Bordkanone.[10]

## Einsätze
Als Mitte der 1960er-Jahre immer wieder Grenzgefechte mit syrischen Truppen aufflammten, verbesserten die Centurion die Feuerkraft der israelischen Armee. Die neuen Panzer verfügten mit der 105-mm-Kanone über ein weitreichendes Geschütz, sie konnten es auch dank ihres positiven Höhenrichtbereichs auf die syrischen Stellungen auf den Golanhöhen ausrichten. Dank der großen Reichweite der Kanone vernichteten die Centurion etliche Baufahrzeuge, die die Wasserzuflüsse des See Genezareth unterbrechen sollten. Die Syrer gaben daraufhin das Vorhaben auf.
Im Sechstagekrieg kamen die Centurion im Kampf gegen die ägyptischen Truppen bei der Eroberung der Sinai-Halbinsel zum Einsatz. Die beste Panzereinheit der israelischen Armee, die 7. Brigade, verfügte zu Beginn der Kämpfe über 58 Centurions und 66 M 48. Sie stieß vom Gaza-Streifen parallel zum Mittelmeer bis zum Sueskanal vor. Weiter im Süden blockierten neun Centurion den Mitla-Pass, von denen vier wegen Treibstoffmangels von den anderen zu ihrem Ziel gezogen werden mussten, die Engstelle für drei sich zurückziehende ägyptische Divisionen.
Während des Jom-Kippur-Krieges standen den 1260 syrischen Panzern 177 Scho’t gegenüber. In der entscheidenden Schlacht auf den Golanhöhen im sogenannten Tal der Tränen vernichteten die israelischen Panzertruppen 260 syrische Panzer. Die Scho’t profitierten vom negativen Höhenrichtbereich, da sie aus teilgedeckten Stellungen von Hügeln herunter auf die syrischen T-55 feuern konnten, deren positiver Höhenrichtbereich wiederum nicht ausreichte, um das Feuer zu erwidern. Die mit Scho’t ausgerüsteten Einheiten standen auf den Golanhöhen im Einsatz, da sie mit ihrer harten Federung und den reinen Stahlketten besser für das felsige Terrain geeignet waren als die M48 und M60, die auf dem Sinai kämpften.
Die Reaktivpanzerung bewährte sich besonders im Libanonkrieg 1982 gegen Panzerbüchsen und Panzerabwehrlenkwaffen.
Mit den Waffenlieferungen aus den USA nach dem Jom-Kippur-Krieg sowie der Indienststellung des Merkava sank der Anteil der Scho’t am israelischen Kampfpanzerbestand kontinuierlich, bis sie 1992 gänzlich ausgemustert wurden.

## Umbauten auf Scho’t-/Centurion-Basis
- Nagmascho’t

1989 wurde ein schwer gepanzerter bewaffneter Mannschaftstransporter unter dem Namen Nagmascho’t eingeführt. Dabei wurde der Turm des Scho’t-Panzers entfernt und die Wanne mit Zusatzpanzerung versehen.
- Nagmachon

Der Nagmachon ist eine Weiterentwicklung des Nagmascho’t. Ein Motor mit geringeren Abmessungen wurde eingebaut, so dass ein Zugang zum Fahrzeuginneren über das Heck möglich ist. Anstatt des Panzerturms wurde eine drehbare gepanzerte Kabine aufgesetzt, durch die der infanteristische Kampf geführt werden kann.
- Nakpadon

Der Nakpadon ist eine Weiterentwicklung des Nagmachon. Er ist mit zusätzlicher Panzerung an der Wannenunterseite sowie dem 900-PS-Triebwerk des Merkava Mk 1 ausgerüstet. Zudem wurde Reaktivpanzerung installiert.
- Puma

Auf Basis des Nagmascho’t wurde ein Fahrzeug für die israelische Pioniertruppe entwickelt, der den Namen Puma erhielt. Seine Besatzung besteht aus drei Soldaten, acht Pioniere können transportiert werden. Mit dem Namen „Puma Teppich“ wird die Variante als Minenräumpanzer bezeichnet.